# حمودة بن عمار
حمودة بن عمار  ولد في 14 مارس 1948 في تونس العاصمة، هو لاعب كرة يد وشخصية كرة قدم تونسية.

## السيرة الذاتية
حمودة بن عمار هو من مواليد حي باب الجديد في تونس العاصمة، تحصل على دكتوراه في القانون من كلية القانون بباريس. كان لاعب كرة اليد في النادي الإفريقي.

بعد ذلك، ترأس هذا النادي بين 1994 و1996، قبل أن يترأس الجامعة التونسية لكرة القدم بين 2002 و2006. أثناء ولايته هذه، تحصل منتخب تونس لكرة القدم على لقبه القاري الوحيد، وهو كأس الأمم الأفريقية لكرة القدم 2004.